# Ophélie Damblé
Ophélie Damblé, née en 1988 (ou 1989) à [Où ?], est une autrice et vidéaste française active sur YouTube, connue pour son travail sur la guérilla verte et l'agriculture urbaine.

## Biographie
Ophélie Damblé est une maraîchère française, née et élevée en Ariège dans les environs de Pamiers, de parents enseignants. À 17 ans, elle quitte le Sud-Ouest pour Paris afin de poursuivre une carrière dans le théâtre et la musique, et devient membre d’un groupe punk. Elle occupe divers emplois alimentaires avant d'exercer dans une agence de publicité. À la suite d'une prise de conscience écologique, elle quitte son emploi pour se former au maraîchage en Sologne.
Elle a créé une pépinière à Pantin à la cité fertile et partage son expérience sur les réseaux sociaux sous le pseudonyme Ta Mère Nature, où elle parle de biodiversité et de jardinage.

## Chaîne Youtube et réseaux sociaux
Elle popularise l'agriculture urbaine sur sa chaîne YouTube "Ophélie - Ta Mère Nature", où elle traite de sujet tels que la permaculture et l'hydroponie. Elle documente son parcours de reconversion et partage ses succès et ses erreurs. Ses vidéos utilisent un ton humoristique et pédagogique et s'adresse au grand public,. En 2018, elle remporte un prix pour les créatrices de moins de 10 000 abonnés des Internettes, une association d'aide aux créatrices de vidéos qui la rend éligible au CNC. En 2019, le CNC soutient la publication de son ouvrage trans-média Guérilla Green (éditions Steinkis). Son travail se professionnalise et sa chaîne grandit, en 2024 elle a 100 000 abonnés sur Youtube et les 200 000 sur Instagram. Elle fait partie des vidéastes mentionnées par Les internettes dans la liste des créatrices récompensées à leur début par l'association et désormais populaires.

## Ouvrages
Après son premier ouvrage en 2019, elle écrit plusieurs livres, toujours sur les thématiques de l'agriculture urbaine, dont un ouvrage pour enfants et une BD.
- Ophélie Damblé, Guide Botanique des plantes dont tout le monde s'en fout, Éditions Solar, 2024 (ISBN 9782263185915)
- Ophélie Damblé, Roca Balboa, Opération Bye Bye Béton, La Ville Brûle, 2022 (ISBN 9782360121465)
- Ophélie Damblé, Manifeste pratique de végétalisation urbaine, 50 actions coups de green pour changer la ville sans la quitter, Éditions Solar, 2020 (ISBN 978-2-263-17127-7)
- Ophélie Damblé, Cookie Kalkair, Guerrilla Green, Editions BOOM !, 2019 (ISBN 978-2368463253)